# Impatiens dichroa
Impatiens dichroa är en balsaminväxtart som beskrevs av Joseph Dalton Hooker. Impatiens dichroa ingår i släktet balsaminer, och familjen balsaminväxter. Inga underarter finns listade i Catalogue of Life.